# Kolmkarspitz
Der Kolmkarspitz (auch die Kolmkarspitze) ist ein 2528 m ü. A. hoher Berg in der Goldberggruppe der Zentralalpen im österreichischen Bundesland Salzburg.

## Lage und Umgebung
Der Gipfel des Kolmkarspitzes erhebt sich an der Grenze zwischen den Gemeinden Bad Gastein im Osten und Rauris im Westen. Der Berg ist Teil eines Gebirgskamms, der das Nassfeld umrahmt. Der Kamm beginnt beim Kolmkarspitz und führt über das Niedersachsenhaus, den Neunerkogel, die Herzog-Ernst-Spitze, das Schareck, den Weinflaschenkopf, die Schlapperebenspitzen, die Murauer Köpfe, den Hinteren Geißlkopf, den Vorderen Geißlkopf und den Westerfrölkekogel bis zur Hagener Hütte am Niederen Tauern. Nördlich liegt der Silberpfennig.
Der Bad Gasteiner Teil des Kolmkarspitzes gehört zum Landschaftsschutzgebiet Gasteiner-Tal. Im Nordwesten des Bergs erstreckt sich der Obere Bockhartsee, im Osten der Untere Bockhartsee. An den westlichen Hängen entspringt der Lenzangerbach, der in die Hüttwinklache, den rechten Quellfluss der Rauriser Ache, mündet. An den unteren südöstlichen Hängen liegen die Viehauseralm und die Gastwirtschaften Bockhartseehütte und Valeriehaus.

## Geschichte
In einem Stollen am Kolmkarspitz wurden im 16. und 17. Jahrhundert Gold, Pyrit und Arsen abgebaut.

## Geologie
Die südlichen Hänge des Kolmkarspitzes sind von Glimmerschiefer, Graphitschiefer und Metavulkanit des Tauernfensters (Penninikum) geprägt. An den nördlichen Hängen finden sich Granitgneis und Orthogneis sowie beim Oberen und Unteren Bockhartsee Silt, Sand und Kies.

## Fauna und Flora
Die Gamswild-Ruhezone an den südlichen Hängen des Kolmkarspitzes darf von 1. Dezember bis 31. Mai nicht betreten werden. Am Berg wurde der Steinadler (Aquila chrysaetos) beobachtet.
Am Ufer des Unteren Bockhartsees wächst Grünerlen-Buschwald. Darüber und auch an den unteren südlichen Hängen des Kolmkarspitzes finden sich Bestände der Rostblättrigen Alpenrose (Rhododendron ferrugineum). Am Rand der Blockschutthänge wurde die Schweizer Weide (Salix helvetica) gefunden.